# Спичкин, Владимир Михайлович

Влади́мир Миха́йлович Спичкин (литературный псевдоним О́гнев; 17 сентября 1927, Пермь, Уральская область — 14 ноября 1999, Курган) — русский советский писатель, начальник подразделения Управления КГБ СССР по Курганской области, подполковник, старший редактор Курганского отделения Южно-Уральского книжного издательства.

## Биография
Владимир Михайлович Спичкин родился 17 сентября 1927 года в семье служащих в городе Перми Пермского округа Уральской области, ныне город — административный центр Пермского края.
В 1934 году его мать, Елизавету Ивановну, как педагога направили на работу в Курган во вновь созданную Высшую коммунистическую сельскохозяйственную школу. 
С 1941 года член ВЛКСМ.
В 1942 году, из восьмого класса был призван на учебу в систему трудовых резервов. Учился на токаря и фрезеровщика, а затем до ноября 1944 года работал помощником мастера в ремесленном училище № 1 при заводе «Кургансельмаш». Одновременно продолжал учиться в вечерней школе рабочей молодежи, активно участвовал в работе комсомольской организации.
1 декабря 1944 года по направлению городского комитета комсомола был зачислен на службу в органы государственной безопасности, где и прослужил до октября 1975 года. Последняя занимаемая должность — начальник подразделения Управления КГБ СССР по Курганской области. Воинское звание — подполковник. 
В 1947 году вступил в ВКП(б), с 1952 года партия переименована в КПСС. Много лет был членом бюро и заместителем секретаря партийной организации УКГБ СССР.
В 1968 году заочно окончил исторический факультет Курганского педагогического института.
С 1969 года член Союза журналистов СССР.
В октябре 1975 года по личной просьбе и состоянию здоровья был уволен в запас. В том же месяце по рекомендации обкома КПСС был назначен старшим редактором (заведующим) Курганского отделения Южно-Уральского книжного издательства. 
После ликвидации отделения издательства, работал литературным консультантом в Курганской областной писательской организации.
С 19 марта 1981 года член Союза писателей СССР, после распада СП СССР член Союза писателей России.
Владимир Михайлович Спичкин умер 14 ноября 1999 года в городе Кургане Курганской области.

## Творчество
Первые публикации Владимира Спичкина — корреспонденции из пионерского лагеря «Артек», где он был с группой пионеров из Челябинской области в 1938 году. В юности пытался писать стихи, позднее — статьи в газеты и журналы.
Литературную деятельность начал в 1968 году, работал в двух жанрах, приключений и сатиры и юмора. Поскольку первые произведения опубликованы в то время, когда он служил в органах КГБ, опубликовать их был вынужден под псевдонимом – «Огнев».. Основные произведения посвящены работникам государственной безопасности, много работал в области сатиры и юмора.

## Награды и премии
- Юбилейная медаль «За доблестный труд. В ознаменование 100-летия со дня рождения Владимира Ильича Ленина»
- Медаль «За победу над Германией в Великой Отечественной войне 1941—1945 гг.»
- Юбилейная медаль «Двадцать лет Победы в Великой Отечественной войне 1941—1945 гг.»
- Юбилейная медаль «Тридцать лет Победы в Великой Отечественной войне 1941—1945 гг.»
- Юбилейная медаль «Сорок лет Победы в Великой Отечественной войне 1941—1945 гг.»
- Юбилейная медаль «50 лет Победы в Великой Отечественной войне 1941—1945 гг.»
- Медаль «Ветеран Вооружённых Сил СССР»
- Юбилейная медаль «30 лет Советской Армии и Флота»
- Юбилейная медаль «40 лет Вооружённых Сил СССР»
- Юбилейная медаль «50 лет Вооружённых Сил СССР»
- Юбилейная медаль «60 лет Вооружённых Сил СССР»
- Юбилейная медаль «70 лет Вооружённых Сил СССР»
- Медаль «За безупречную службу» I степени
- Медаль «За безупречную службу» II степени
- Медаль «За безупречную службу» III степени
- Нагрудный Юбилейный Знак «50 лет органам ВЧК-КГБ»
- Неоднократно поощрялся КГБ СССР, обкомом КПСС,

## Семья
Женат, два сына.

## Сочинения
Владимир Огнев печатался в газетах, в журнале «Урал». Участвовал в коллективном сборнике «Вниз головой». 

### Книги
- Огнев В.М. По следам «Оборотня». (Записки чекиста). — Челябинск: Южно-Уральское книжное издательство, 1970. — 94 с. — 75 000 экз.[5]
- Огнев В.М. Фиолетовое пятно. — Челябинск: Южно-Уральское книжное издательство, 1974. — 109 с. — 50 000 экз.[6]
- Огнев В.М. Кузьменко меняет профессию. — Челябинск: Южно-Уральское книжное издательство, 1979. — 87 с. — 15 000 экз.[7]
- Огнев В.М. Две операции майора Климова. — Челябинск: Южно-Уральское книжное издательство, 1980. — 222 с. — 40 000 экз.[8]
- Огнев В.М. Борьба за умы и сердца. — Челябинск: Южно-Уральское книжное издательство, 1985. — 129 с. — 10 000 экз.[9]